# Alfredo Ottaviani

Alfredo Ottaviani (Róma, 1890. október 29. – Vatikán, 1979. augusztus 3.) a katolikus egyház kúriás bíborosa.

## Életpályája
Tizenkét gyermekes pékcsalád legfiatalabb tagjaként született. Kánonjogot és teológiát tanult. 1916. március 18-án szentelték pappá Rómában. 1928 és 1929 között a Rendkívüli Ügyek Kongregációjának titkára volt. 1929. június 7-től pedig Gasparri bíboros-államtitkár legközelebbi munkatársa és helyettese lett.
1935. december 19-től a Szent Officium (ma Hittani Kongregáció) Assessorává nevezték ki. XII. Piusz pápa 1953. január 12-én bíborossá kreálta és a Santa Maria in Domnica templom címzetes bíborosa lett. Ugyanez év január 15-én pedig kinevezte a Szent Officium titkárhelyettesévé. 1959. november 7-én XXIII. János pápa a Szent Officium főtitkárává tette. 1961 és 1967 között a protodiakónus bíboros címet viselte. 1962. április 5-én Berrhoea címzetes bíborosa lett.
1963. június 21-én protodiakónus bíborosként ő hirdeti ki az új pápa – VI. Pál – megválasztását, majd ugyanebben az évben ő is koronázza meg a pápát. 1968. január 6-án az újonnan megalakult Hittani Kongregáció első prefektusa lett. 1979. augusztus 3-án halt meg a Vatikánban.

## Magyarul megjelent művei
- Az Ottaviani intervenció. Rövid kritikai tanulmány az új miserendről; bev. Anthony Cekada, ford. Alácsi Ervin János; Kapisztrán Szt. János, Bp., 2016